# Alex Molenaar (acteur)
Alex Molenaar (Haarlem, 7 september 1990) is een Nederlands acteur.

## Biografie
Molenaar maakte zijn landelijke tv-debuut als Pim Versteeg in Het Huis Anubis en de Vijf van het Magische Zwaard. Samen met Jennifer Welts, Sanne-Samina Hanssen, Juliann Ubbergen en Roel Dirven vormt hij de hoofdcast. Tevens namen zij gezamenlijk voor Het Huis Anubis een single op genaamd De Vijf Zintuigen.
Ook speelt hij elektrische gitaar en akoestische gitaar en doet hij aan stijldansen.

## Theater
- 2006: Zonder Gekheid
- 2007: Fausto & Giulia
- 2008: Rouwkost
- 2009: Jan Rap en zijn maat
- 2010-2011: Anubis en het Mysterie van het Verborgen Symbool
- 2011-2012: Anubis en het Geheim van de Verloren Ziel
- 2014, 2016: De Witt of Oranje
- 2015: Alex en Noah
- 2017: Breivik

## Single
- De Vijf Zintuigen (2010) de titelsong van Het Huis Anubis en de Vijf van het Magische Zwaard